# Bélgica nos Jogos Olímpicos de Inverno de 2002

A Bélgica participou dos Jogos Olímpicos de Inverno de 2002 em Salt Lake City, nos Estados Unidos. O país estreou nos Jogos em 1924 e em Salt Lake City fez sua 17ª apresentação, sem conquistar nenhuma medalha.